# Poludnica (szczyt)
Poludnica (1549 m n.p.m.) – szczyt w północnej części Niżnych Tatr na Słowacji. Najdalej na północ wysunięty szczyt tej grupy górskiej o wysokości przekraczającej 1500 m n.p.m.

## Położenie
Szczyt leży w zachodniej części Niżnych Tatr, w tzw. Tatrach Ďumbierskich. Należy do grupy zwanej Demänovské vrchy, budowanej z wapieni i dolomitów. Jego rozległy masyw stanowi zakończenie długiego górskiego ramienia, odchodzącego w rejonie Dziumbiera od głównego grzbietu niżnotatrzańskiego w kierunku północnym i podążającego przez przełęcz Javorie i szczyt Krakova hoľa ku Kotlinie Liptowskiej. Od południa masyw Poludnicy ogranicza głęboka przełęcz Pod Kúpeľom. Od zachodu ogranicza go Iľanovská dolina, od wschodu – Jánska dolina i jej odgałęzienie, zwane Bielo.

## Nazwa
Słowacka nazwa „Poludnica” tłumaczy się jako „Południca”. W północnych Karpatach, w zasięgu języków słowiańskich, jest często spotykaną nazwą dla wyniosłych, zwykle charakterystycznych szczytów górskich, wskazujących miejsce górowania Słońca. Tu dla mieszkańców Liptowskiego Mikułasza słońce znajdujące się nad szczytem wyznaczało porę południa.

## Charakterystyka
Masyw Poludnicy jest rozległy i znacznie rozczłonkowany licznymi, głębokimi dolinkami i żlebami. Posiada dwa wierzchołki: główny, południowy (1549 m n.p.m.) i niższy, położony od niego ok. 500 m na północ, funkcjonujący jako Predná Poludnica (Przednia Południca, 1491 m n.p.m.). Zbudowany jest z dość odpornych na wietrzenie triasowych wapieni tzw. guttensteinskich, które w wielu miejscach, zwłaszcza w partiach szczytowych, ujawniają się na powierzchni w postaci skalnych ścian, ambon oraz większych lub mniejszych turni. Obok niezbyt intensywnych powierzchniowych form rzeźby krasowej stwierdzono w masywie szereg mniejszych jaskiń. Wśród nich jest jaskinia Kamenné mlieko (Židovská jaskyňa) pod szczytem Przedniej Południcy, w której od jesieni 1944 r. ukrywało się 40 Żydów.

## Przyroda i jej ochrona
Zdecydowana większość masywu jest zalesiona, jednak na skalnych turniach, upłazkach i osypiskach występują interesujące zbiorowiska z szeregiem gatunków wapieniolubnych, w zależności od stanowisk albo typowo górskich albo ciepłolubnych.
Cały masyw Poludnicy, poza jej najniższymi, północnymi podnóżami, leży w granicach Parku Narodowego Niżne Tatry. Południowo-wschodnie stoki, opadające ku dolinie Bielo, obejmuje rezerwat przyrody Jánska dolina.

## Turystyka
Na szczyt Południcy prowadzą znakowane szlaki turystyczne:
- niebieski  z Iľanova;
- żółty  z  Závažnéj Poruby;
- niebieski  z przełęczy Pod Kúpeľom.

Południowo-wschodnie stoki masywu trawersuje szlak  zielony z Liptowskiego Jana na przełęcz Pod Kúpeľom.